# Lustavision
Lustavision är ett musikalbum från 1984 av den svenska musikgruppen Lustans Lakejer. Det var gruppens femte album och släpptes i september 1984 på skivbolaget Stranded Rekords. Det var det enda albumet som Lustans Lakejer släppte på engelska utöver A Place in the Sun, som släpptes under namnet Vanity Fair.

## Låtlista
Sida A
1. Obsession (Kinde)
2. No One But A Fool (Kinde)
3. Loreley (Kinde)
4. Flaming Rapture (Kinde/Ericson)

Sida B
1. Good As Gold (Kinde/Ericson)
2. The Flame That Never Fades (Kinde)
3. Pure at Heart (Ericson)
4. Nowhere to Run (Kinde/Ericson)
5. If Only For A Moment (Kinde)

CD-utgåva 2006
1. Obsession (Kinde)
2. No One But A Fool (Kinde)
3. Loreley (Kinde)
4. Flaming Rapture (Kinde/Ericson)
5. Good As Gold (Kinde/Ericson)
6. The Flame That Never Fades (Kinde)
7. Pure at Heart (Ericson)
8. Nowhere to Run (Kinde/Ericson)
9. If Only For A Moment (Kinde)
10. Good As Gold (Extended Luxury Length)
11. Eld (12" Version)
12. Good As Gold (7" Version)
13. Eld (7" Version)

Samtliga texter av Johan Kinde.

## Medverkande

### Musiker
- Lustans Lakejer
  - Johan Kinde – sång
  - Anders Ericson – gitarr
- Gästartister:
  - Johan Ekelund – synthesizers/basgitarr
  - Magnus Persson – trummor/timpani
  - Michael Bolyos – flygel
  - Rutger Gunnarson – stråkarrangemang och -direktion

### Övriga
- Producent: Lustans Lakejer & Johan Ekelund
- Omslag och Innerpåse: StyleForEveryMood efter en idé av Lustans Lakejer
- Kläder: Daniel Hechter, Stockholm
- Tekniker: Göran Stelin
- Fotograf: Carl Bengtsson
- Sminkör: Kjell Johansson från Göran Petterson Hairteam
- Sättning: Text & Rubrik, Tryckt hos Sib-tryck

Albumet spelades in och mixades av Kaj Erixon i OAL Studio, utom musiken till The Flame That Never Fades, som spelades in av Lennart Östlund och mixades av Paris, Stockholm i Polar Studios.